# ファーゴ級軽巡洋艦
| ファーゴ級軽巡洋艦 | ファーゴ級軽巡洋艦                                                                     |
| ------------------ | -------------------------------------------------------------------------------------- |
| USS Fargo CL-106   |                                                                                        |
| 艦級概観           |                                                                                        |
| 艦種               | 軽巡洋艦                                                                               |
| 艦名               | 都市名。一番艦はノースダコタ州ファーゴに因む。                                         |
| 前級               | クリーブランド級軽巡洋艦                                                               |
| 次級               | ウースター級軽巡洋艦                                                                   |
| 性能諸元           |                                                                                        |
| 排水量             | 基準：10,000トン 満載：14,500トン                                                      |
| 全長               | 186.0 m                                                                                |
| 全幅               | 20.2 m                                                                                 |
| 吃水               | 7.5 m                                                                                  |
| 機関               | バブコック・アンド・ウィルコックス社製ボイラー8缶、蒸気タービン4基 100,000hp、 4軸推進 |
| 最大速力           | 33ノット                                                                               |
| 航続距離           |                                                                                        |
| 乗員               | 士官、兵員992名                                                                        |
| 兵装               | 47口径Mk 16 3連装152mm砲 4基 38口径 連装127mm砲 6基 40mm4連装機関砲 8基                |
| 搭載機             | 水上機 3機                                                                             |

ファーゴ級軽巡洋艦（ファーゴきゅうけいじゅんようかん　Fargo class light cruiser）は、アメリカ海軍の軽巡洋艦の艦級。クリーブランド級軽巡洋艦の改良型であり、砲塔及び銃座の低重心化、艦橋の縮小、ボイラーの配置改善及び煙突の集合化などが行われている。13隻が計画されたが、第二次世界大戦中に就役は間に合わず、戦後に2隻のみが就役した。

## 同型艦
- ファーゴ (USS Fargo, CL-106)
- ハンティントン (USS Huntington, CL-107)
- ニューアーク (USS Newark, CL-108)(未成艦)
- ニュー・ヘヴン (USS New Heaven, CL-109)(未成艦)
- バッファロー (USS Buffalo, CL-110)(未成艦)
- ウィルミントン (USS Wilmington, CL-111)(未成艦)
- ヴァレーオ (USS Vallejo, CL-112)(未成艦)
- ヘレナ (USS Helena, CL-113)(未成艦)
- ロアノーク (USS Roanoke, CL-114)(未成艦)
- 未命名 (CL-115)(未成艦)
- タラハシー (USS Tallahasee, CL-116)(未成艦)
- シャイアン (USS Cheyenne, CL-117)(未成艦)
- チャタヌーガ (USS Chattanooga, CL-118)(未成艦)